# Lolle Nauta
Lolle Wibe Nauta (Sneek, 9 februari 1929 – Groningen, 11 september 2006) was een Nederlandse filosoof en partijideoloog van de PvdA.

## Biografie
Nauta werd geboren als zoon van leraar Wiebe Nauta (1897-1964), later voorzitter van de Sneker Kamerkring voor de CHU en diens tweede echtgenote Pietje de Jong (1900-1937). Hij was de broer van oud-staatssecretaris Dieuwke de Graaff-Nauta (CDA) en van radioprogrammamaker Jan Nauta (1934-2020).
Nauta, die theologie, filosofie en sociologie studeerde in onder andere Groningen en Göttingen, promoveerde op een proefschrift over Albert Camus, was van 1967 tot 1971 lector met als leeropdracht Inleiding in de wijsbegeerte en was van 1971 tot zijn emeritaat in 1994 hoogleraar wetenschapsfilosofie en sociale filosofie aan de Rijksuniversiteit Groningen. Hij was van 1979-1982 verbonden aan de Universiteit van Zambia in Lusaka als hoogleraar filosofie. In zijn filosofische werk verzette hij zich tegen de pretenties van alomvattende filosofische systemen en plaatste hij daartegenover een filosofie die altijd "aan het verplaatsen" is, van het ene vakgebied naar het andere. Het begin van deze verplaatsing zag hij bij Descartes, die de filosofie en de natuurwetenschappen met elkaar verbond.
In zijn jonge jaren studeerde hij bij onder andere de wijsgerig antropoloog Helmuth Plessner, die met hem een brede fascinatie deelde voor het verschijnsel 'mens'. Plessner zou hij later kenschetsen als zijn leermeester.
Nauta was ook politiek actief en mengde zich veelvuldig in het publieke debat. In de jaren zeventig noemde hij zich nog marxist, maar later vond hij de economische theorieën van Marx verouderd.
Nauta werd bekend als ideoloog van de PvdA. Hij redigeerde het beginselprogramma van deze partij en droeg bij aan politieke en culturele discussies. Sinds de opkomst van Wim Kok vond hij de PvdA echter "visieloos". In de jaren 50 werkte Nauta voor de RON, de voorloper van Omrop Fryslân en RTV Noord.
Nauta was in 1994 de erepromotor van Rudy Kousbroek, toen deze een eredoctoraat kreeg aan de Rijksuniversiteit Groningen.